# Водоспад «Королівський»
Водоспа́д «Королі́вський» — геологічна пам'ятка природи місцевого значення в Україні. Розташований у межах Чернівецького району Чернівецької області, на південь від села Банилів-Підгірний. 
Площа — 0,5 га. Статус надано згідно з рішенням обласної ради від 16.01.1991 року № 22. Перебуває у віданні ДП «Сторожинецький лісгосп» (Банилівське л-во, кв. 20, вид. 7). 
Статус надано для збереження мальовничого водоспаду на річці Дмитриця (притока Малого Серету). Висота падіння води — 3 м. Водоспад утворився в місці, де річка перетинає скельний масив, складений зі стійких до ерозії пісковиків. 
Водоспад розташований за 7,6 км від центральної частини села Банилів-Підгірний, в межах гірського масиву Покутсько-Буковинські Карпати.